# Bogurodzico Dziewico

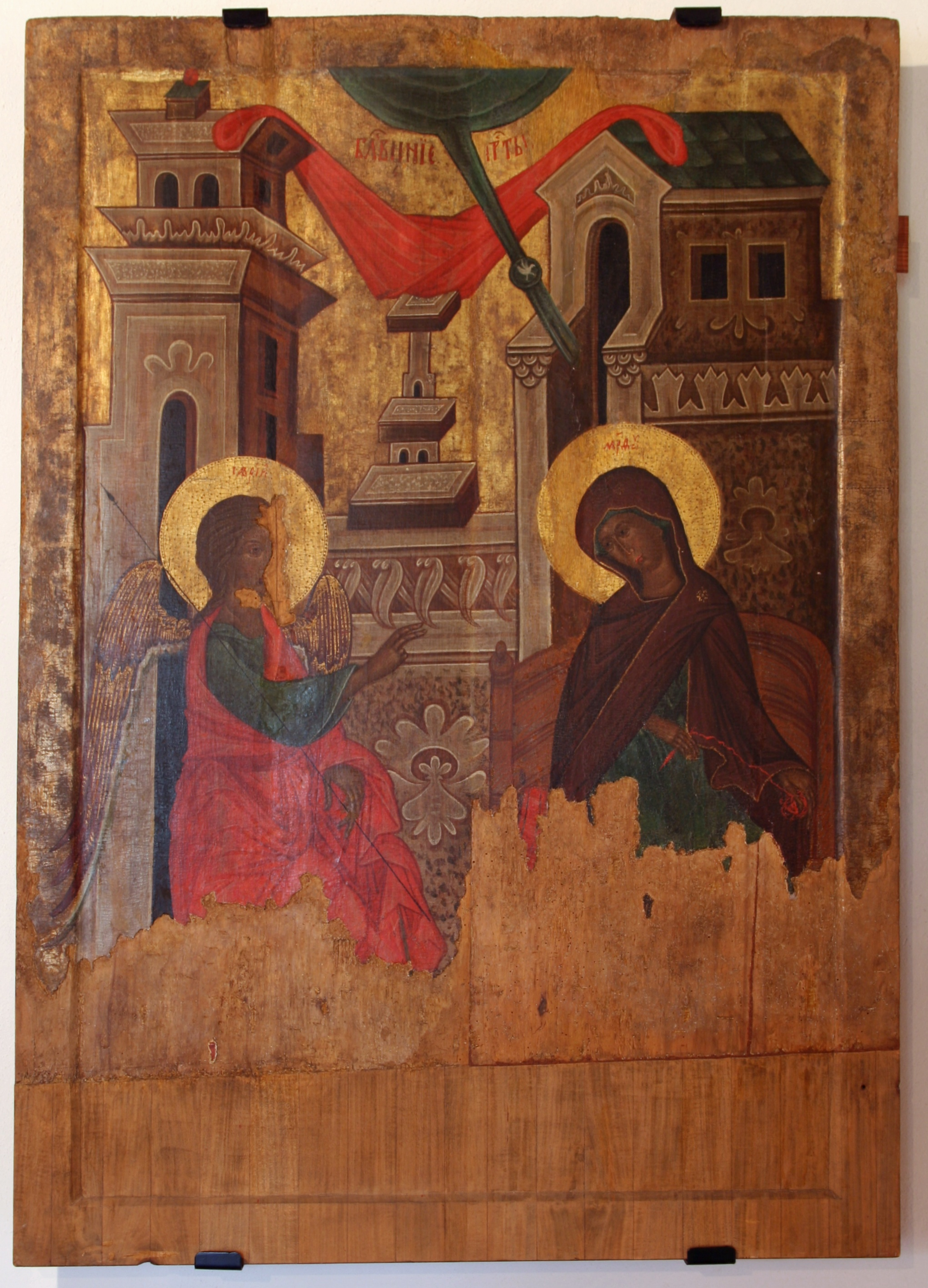
Zwiastowanie Maryi z muzeum w Sanoku

Bogurodzico Dziewico (znana w prawosławiu również pod nazwą Pieśń do Przenajświętszej Bogurodzicy; gr. Θεοτόκε παρθένε, cs. Bogorodice Diewo) –  jedna z najczęstszych w obrządku bizantyjskim modlitw do Bogurodzicy, oparta na słowach archanioła Gabriela, wypowiedzianych w czasie Zwiastowania (Łk 1,28) oraz słowach św. Elżbiety, skierowanych do Maryi w czasie Nawiedzenia (Łk 1,42). Jej bezpośrednim odpowiednikiem w zachodnich obrządkach liturgicznych jest Ave Maria. 
Modlitwa „Bogurodzico Dziewico” zaliczana jest w prawosławiu do grupy troparionów i śpiewana jest najczęściej według tonu czwartego. W praktyce liturgicznej stanowi ona troparion wieczerni w składzie niedzielnego całonocnego czuwania. Oprócz tego wchodzi w skład wielu prawosławnych reguł modlitewnych, między innymi porannej reguły modlitewnej (w tradycji rosyjskiej), reguły wieczornej (w tradycji greckiej), reguły modlitewnej św. Serafina Sarowskiego, „reguły bogurodzicznej” i innych.

## Tekst

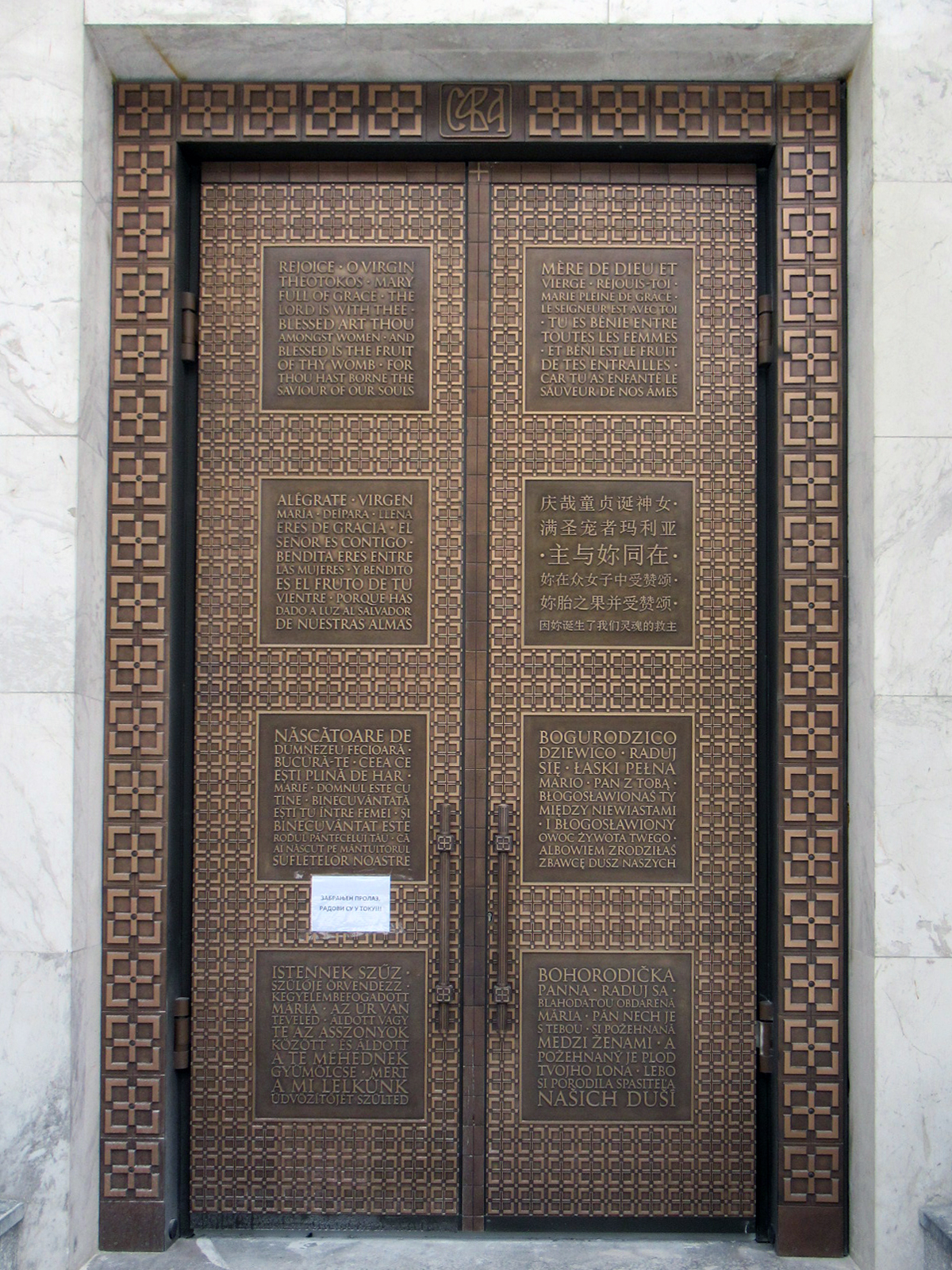
Drzwi cerkwi św. Sawy w Belgradzie z modlitwą „Bogurodzico Dziewico”, w różnych językach. Polski po prawej nad klamką.

| (oryginał grecki) Θεοτόκε Παρθένε, χαῖρε, κεχαριτωμένη Μαρία, ὁ Κύριος μετὰ σοῦ. εὐλογημένη σὺ ἐν γυναιξί, καὶ εὐλογημένος ὁ καρπὸς τῆς κοιλίας σου, ὅτι Σωτήρα ἔτεκες τῶν ψυχῶν ἡμῶν. |  | (tłumaczenie polskie) Bądź pozdrowiona, Bogarodzico Dziewico, łaski pełna Maryjo, Pan z Tobą, błogosławionaś Ty między niewiastami i błogosławiony Owoc żywota Twego, albowiem zrodziłaś Zbawcę dusz naszych. |  | (tekst cerkiewnosłowiański w polskiej transkrypcji) Bohorodice Diewo, radujsia, Błahodatnaja Marije, Hospod' z Toboju, błahosłowienna ty w żenach i błahosłowien Płod czrewa Twojeho, jako Spasa rodiła jesi dusz naszych. |